# マンチェスター・バイ・ザ・シー
マンチェスター・バイ・ザ・シー (Manchester-by-the-Sea)、または単にマンチェスター (Manchester) とは、アメリカ合衆国のマサチューセッツ州エセックス郡ケープアンに位置する町である。景色のいい浜辺や景勝地で知られる。2010年のアメリカ合衆国国勢調査によると人口は5,136人だった。

## 歴史

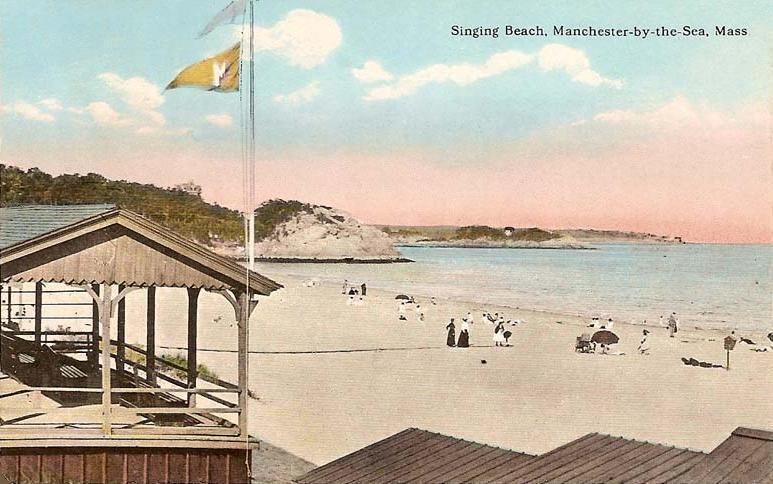
シンギング・ビーチ、1914年。

マンチェスターは1629年に初めてヨーロッパ人により入植され、1645年に正式に統合された。もとセイラムとグロスターに属した。
地域は200年余りにわたり漁村として栄えた。町の経済は1845年、ボストンの詩人リチャード・ヘンリー・デイナ・シニアが別荘を構えたのを機にボストン周辺の避暑地となることに軸を移した。
1989年9月25日、近郊のより大きな都市、ニューハンプシャー州マンチェスターとの混同を避けるため町の正式名称を変更する決議が町民会議で可決された。

## 地理
国勢調査局によると、町は47.3平方キロメートル (18.3 sq mi)、うち23.9平方キロメートル (9.2 sq mi) の陸地と23.4平方キロメートル (9.0 sq mi) (49.47%) の水域から成る。町は大西洋につながるマサチューセッツ湾の北岸に面している。沿岸には7つのビーチがあり、またケトル島やハウス島をはじめとするいくつかの島が点在する。沿岸には小さな入り江が遍在しており、そのうち最大のマンチェスター港にはソーミル川などの細流が注いでいる。また、複数の保全地域がある。
町はセイラムの北西9マイル (14 km)、ボストンの北東24マイル (39 km) に位置し、西をビバリーとウェナムに、北西をハミルトンに、北をエセックスに、東をグロスターに接する。

## 人口動勢
2010年の国勢調査によると、町には5,136人、2,147世帯、1,444家族が居住していた。 人口密度は1平方マイルあたり562.7人 (1平方キロメートルあたり217.3人) だった。2,276戸、平均して1平方マイルあたり250.5戸 (1平方キロメートルあたり96.7戸) の住宅があった。人種別では97.6%が白人、1%がアフリカ系アメリカ人、0.2%がネイティブ・アメリカン、0.9%がアジア人、0.1%がその他の人種、1.1%が多人種だった。人種を問わずヒスパニックまたはラティーノは1.5%だった。
2,147世帯のうち、29.5%が18未満の子供のいる世帯、56.6%が夫婦同居世帯、8.4%が女性単身世帯、32.7%が非家族世帯だった。全世帯のうち28.8%が単身世帯、13.7%が65歳以上の単身世帯だった。平均世帯規模は2.39 、平均家族規模は2.96だった。
人口のうち25.1%が19歳以下、3.0%が20〜24歳、17.2%が25〜44歳、34.9%が45〜64歳、16.6%が65歳以上だった。平均年齢は47.6歳だった。
一世帯あたりの平均所得は11万7063ドル、一家族あたりの平均所得は14万3750ドルだった。男性の平均所得は10万6355ドル、女性は6万8060ドルだった。一人あたりの平均所得は6万9269ドルだった。全家族の4.5%、人口の5.1%が貧困線を下回り、このうち3.9%が18歳未満、3.7%が65歳以上だった。

## 観光名所

### シンギング・ビーチ
町の中心部から1マイルほど離れたシンギング・ビーチ (Singing Beach) は鳴き砂 (singing sand) があることからそう呼ばれ、MBTAのマンチェスター駅に近くボストンから交通至便なことから夏季は大変賑わう。

### その他
- Agassiz Rock
- Masconomo Park
- Coolidge Reservation
- Crow Island
- Kragsyde
- Smith's Point
- Trask House Museum
- Tucks Point
- Cathedral Pines[14]

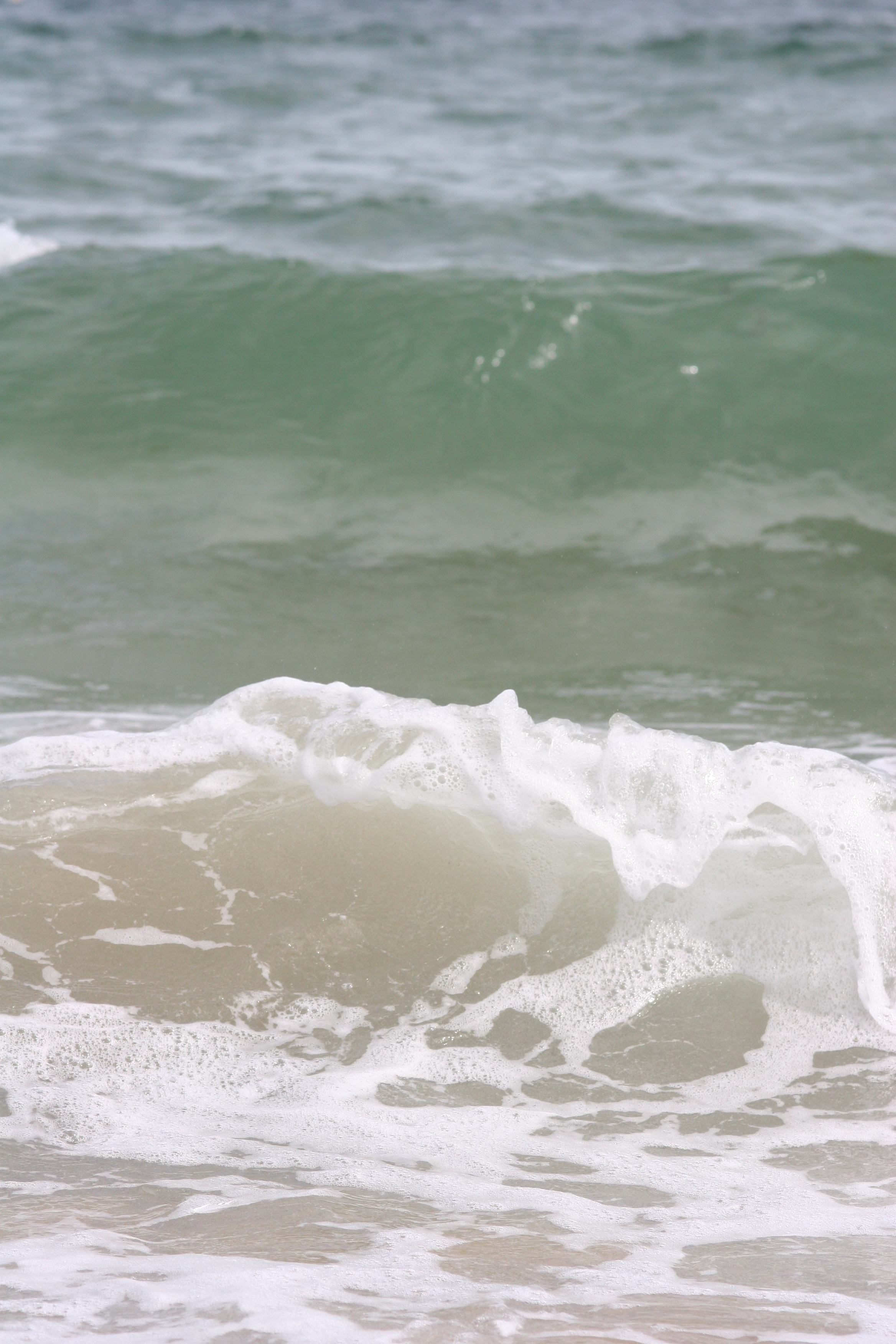
シンギング・ビーチ、2005年
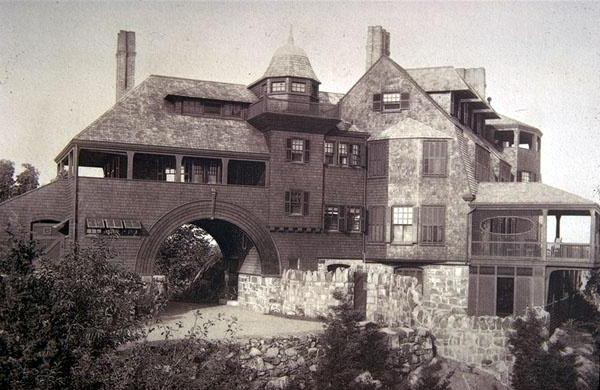
Kragsyde Mansion
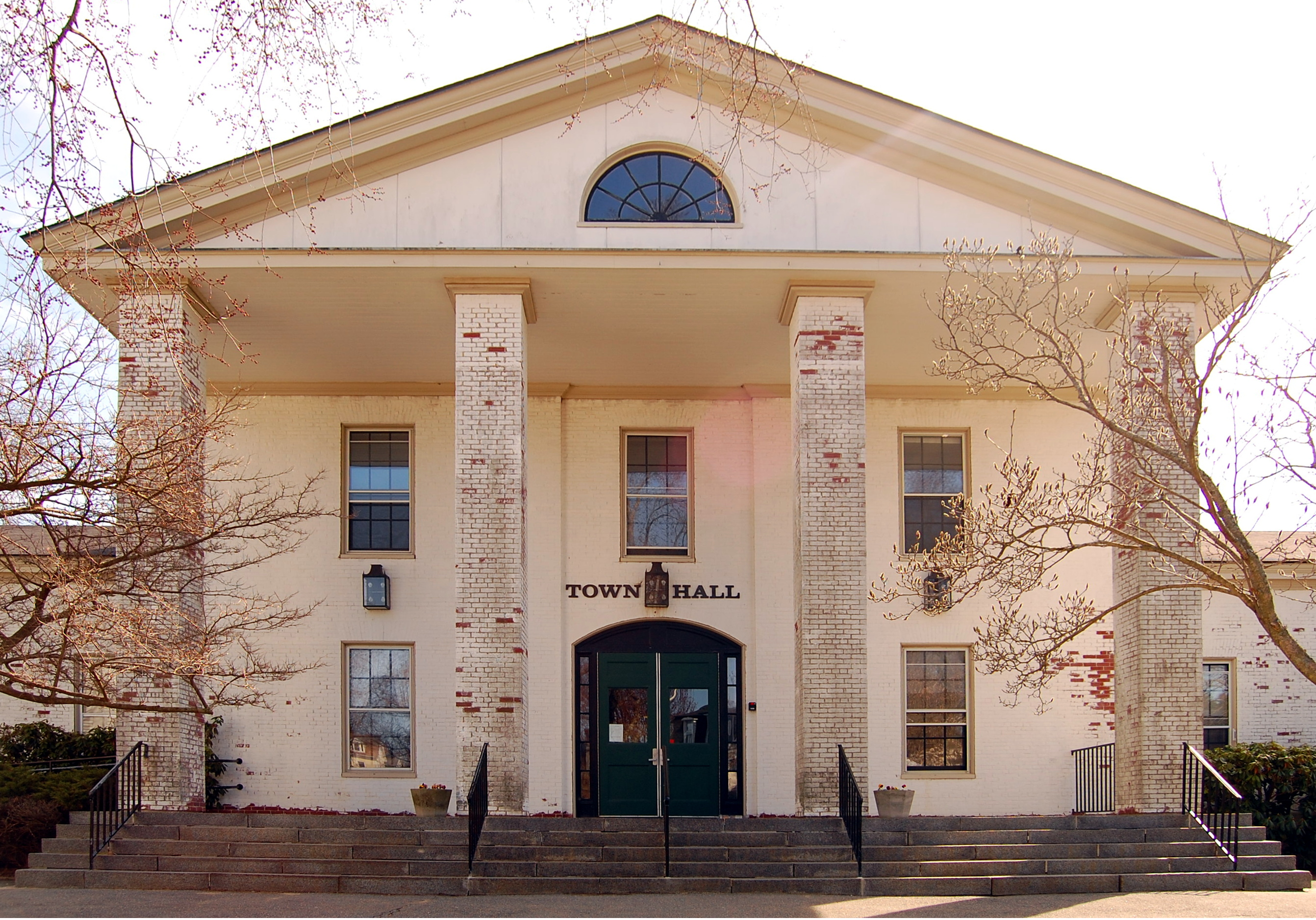
町庁舎
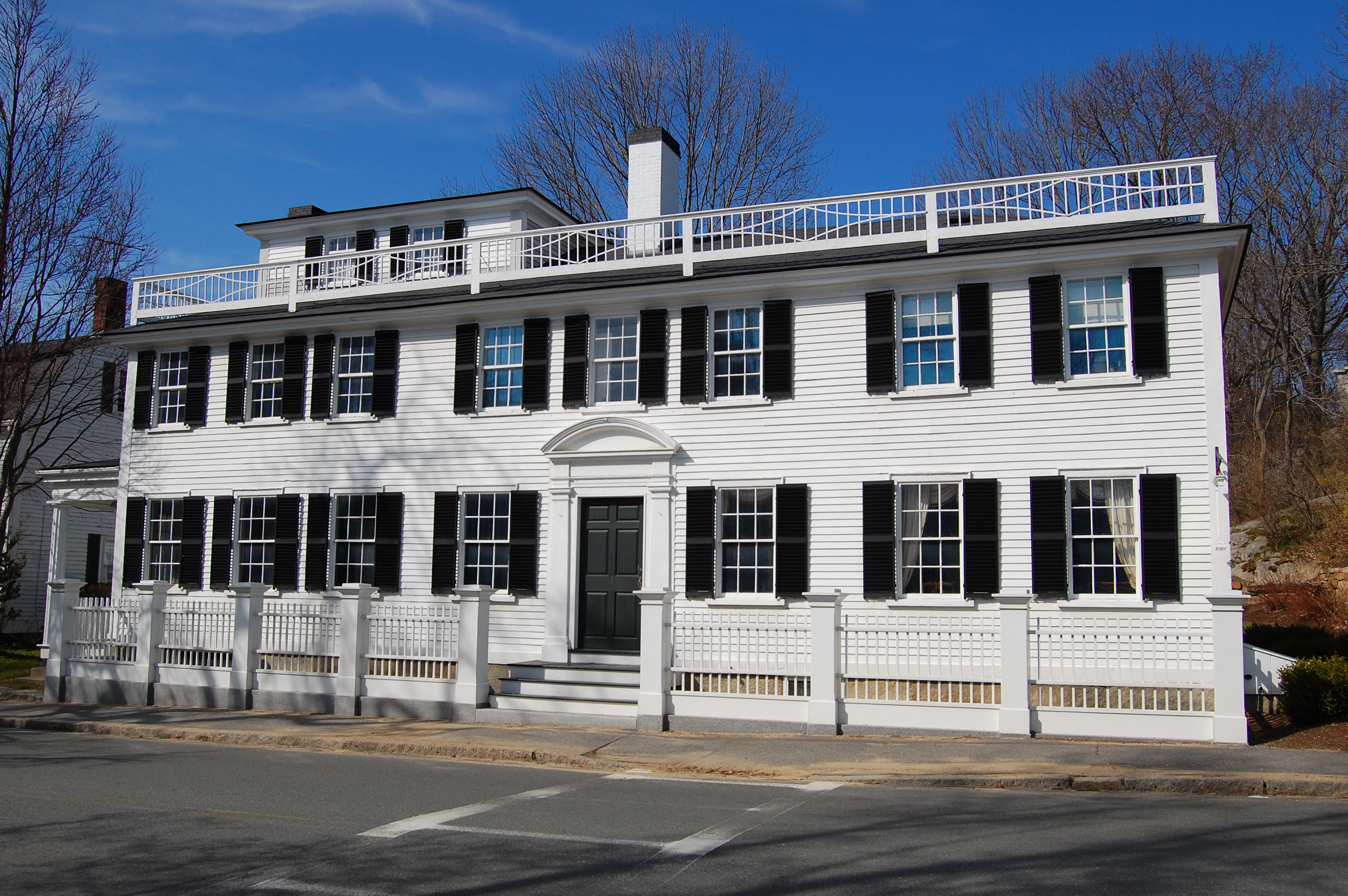
Trask House Museum
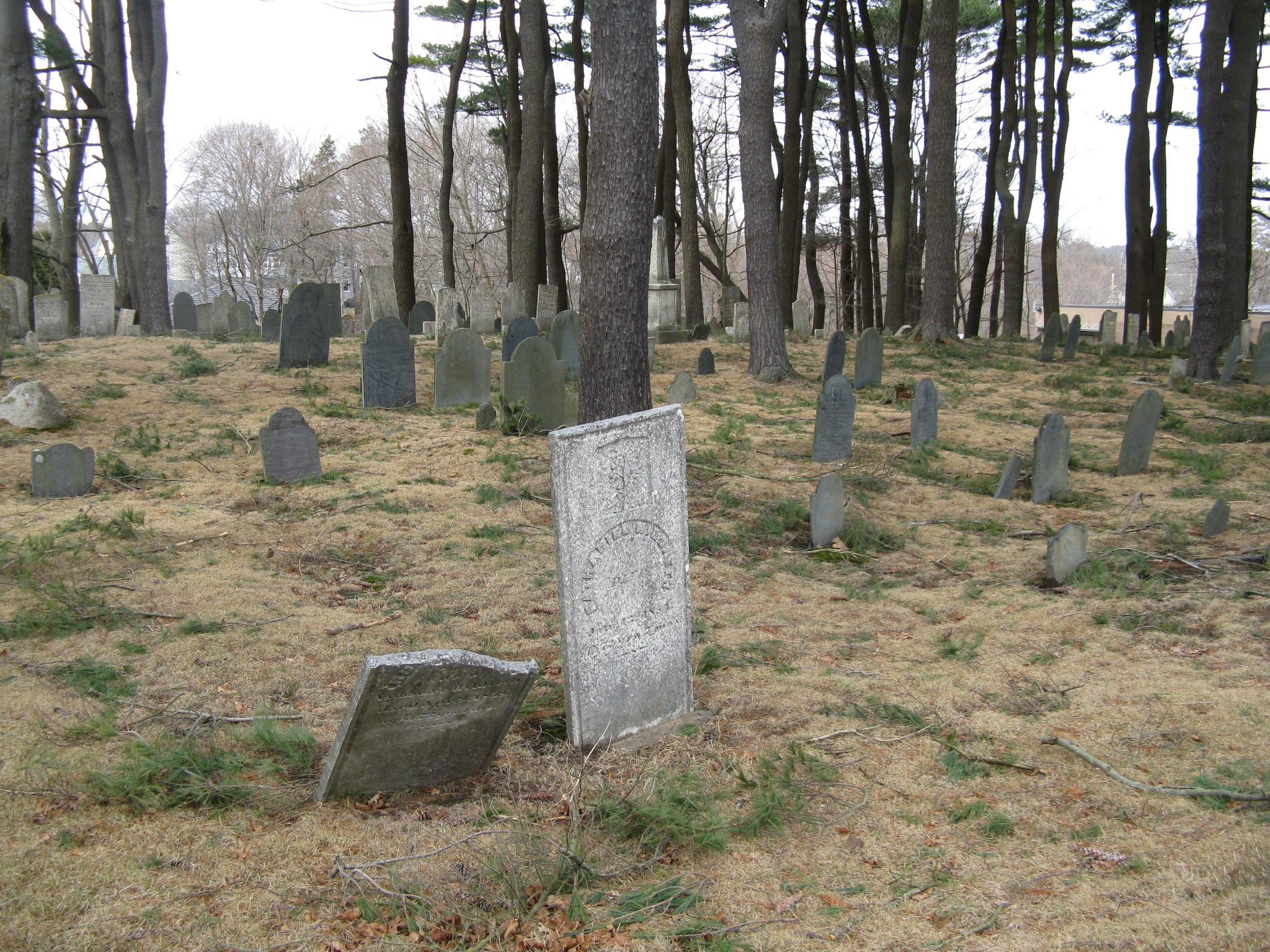
Old Burial Ground

## 映画における登場
マンチェスター・バイ・ザ・シーはこれらの映画に背景として登場した。
- 『愛しのジュニー・ムーン』 (1970年)
- 『恋する人魚たち』 (1990年)
- 『危険な遊び』 (1993年)
- 『ラブレター/誰かが私に恋してる?』 (1999年)
- State and Main (2000年)
- 『ビッグ・マネー』 (2001年、マーブルヘッド（英語版）の代役として)
- 『あなたは私の婿になる』 (2009年)
- 『復讐捜査線』 (2010年)
- 『マンチェスター・バイ・ザ・シー』 (2016年)

## 著名な出身者
- ナット・ファクソン - 脚本家
- スプレイグ・グレイデン - 女優
- レイ・オジー - 実業家
- ガードナー・リード - 作曲家